# Should've Said No
«Should've Said No» —en español: «Deberías Haber Dicho Que No»— es una canción escrita y grabada por la cantante estadounidense de country pop Taylor Swift. Es el quinto y último sencillo de su álbum debut. También fue su segundo sencillo número uno en Hot Country Songs en la semana del 23 de agosto de 2008, y como sus cuatro sencillos anteriores, fue un éxito en el top 40 en Billboard Hot 100. Además, «Should've Said No» ha sido certificado como platino por RIAA. La canción fue presentada por Swift y los Jonas Brothers en la gira Burnin' Up Tour. Fue incluido en la película de la gira, Jonas Brothers: The 3D Concert Experience, como también en la banda sonora de la película.
«Should've Said No» fue certificado platino por RIAA el 3 de septiembre de 2008.

## Historia
La canción se centra en un personaje que se dirige a un antiguo amor quién la ha engañado, diciéndole que "debió decir que no" a la chica quién ha tomado su lugar en su vida ("Debiste decir que no/Debiste haberte ido a casa/Debiste pensar dos veces antes de dejar irse todo/Debiste saber que lo que hiciste con ella me volvería a mí").
Taylor Swift escribió la canción cuando tenía dieciséis años. De acuerdo con la revista Country Weekly, estaba inspirada en escribirla después que descubrió que su novio en el momento la había engañado. La primera línea que le vino fue el título, y escribió el coro en cinco minutos. Swift también dijo que muchas de las letras fueron basados en palabras textuales que ella usó cuando confrontó a su novio.
Swift comparó esto con otra de sus canciones, "Picture to Burn". Swift dijo: "'Picture to Burn' tiene una actitud rabiosa y de 'terminé con él', mientras que 'Sould've Said No' es más una declaración moral. Es un 'Te amo, fuimos geniales juntos, pero la has estropeado y seguiría contigo'. Dijiste que sí, pero debiste decir que no." Taylor Swift también cantó esta canción con los Jonas Brothers en su película 3D.

## Críticas
El blog de música Country The 9513 le dio a la canción "pulgares abajo". El crítico Matt C. criticó la producción por ser "muy fuerte," y pensó que la voz de Swift depende demasiado de la corrección de tono y "no puede ser objeto" del concepto de la canción.

## Presentaciones en vivo

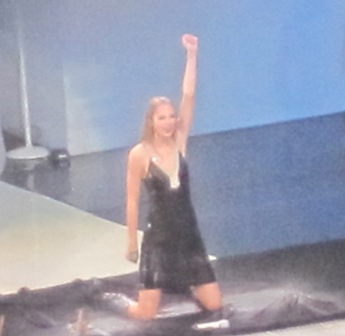
Taylor Swift cantando "Should've Said No" durante su gira Fearless Tour.

Swift presentó la canción en la Academia de Premios Country en el 2008. La presentación comenzó con Swift sentada en una silla, vistiendo una sudadera con capucha y pantalones vaqueros, tocando y cantando el primer verso antes de que se uniera la banda en el coro. La presentación ganó notoriedad debido a su último estribillo en que Swift, se desprendió la sudadera para revelar un vestido negro corto, se paró bajo una cascada en el escenario. Imágenes de ésta presentación han sido usadas para el vídeo musical de la canción.
La presentación del vídeo musical ha llegado al número uno en el Top 20 Countdown de CMT y en la cuenta regresiva de Great American Country's. 
Cuando presentó esta canción en vivo durante su gira Fearless Tour en el 2009, Swift también presentó esta canción bajo una cascada de agua como su presentación en los premios de Country.

## Listas
| Lista (2008)                             | Posición |
| ---------------------------------------- | -------- |
| U.S. Billboard Hot Country Songs         | 1        |
| U.S. Billboard Hot 100                   | 33       |
| U.S. Billboard Pop 100                   | 61       |
| Canadian Radio & Records Country Singles | 5        |
| Canadian Hot 100                         | 67       |